# Тайкенов, Максат Есенгельдиулы
Максат Есенгельдиулы Тайкенов (каз. Мақсат Есенгелдіұлы Тәйкенов; род. 14 августа 1997, Актау) — казахстанский футболист, левый защитник клуба «Жетысу».

## Карьера
Футбольную карьеру начал в 2015 году в составе клуба «Байтерек».
В 2017 году перешёл в «Каспий». 18 августа 2020 года в матче против алматинского «Кайрата» дебютировал в казахстанской Премьер-лиге.

## Достижения
«Каспий»
- Серебряный призёр Первой лиги Казахстана: 2019

## Статистика выступлений

### Клубная карьера
| Клуб             | Сезон            | Лига | Лига | Кубки | Кубки | Еврокубки | Еврокубки | Итого | Итого |
| Клуб             | Сезон            | Игры | Голы | Игры  | Голы  | Игры      | Голы      | Игры  | Голы  |
| ---------------- | ---------------- | ---- | ---- | ----- | ----- | --------- | --------- | ----- | ----- |
| Байтерек         | 2015             | 18   | 1    | 1     | 0     | —         | —         | 19    | 1     |
| Байтерек         | 2016             | 14   | 0    | —     | —     | —         | —         | 14    | 0     |
| Байтерек         | Итого            | 32   | 1    | 1     | 0     | —         | —         | 33    | 1     |
| Каспий           | 2017             | 18   | 0    | —     | —     | —         | —         | 18    | 0     |
| Каспий           | 2018             | 27   | 2    | 1     | 0     | —         | —         | 28    | 2     |
| Каспий           | 2019             | 2    | 0    | 0     | 0     | —         | —         | 2     | 0     |
| Каспий           | 2020             | 17   | 0    | —     | —     | —         | —         | 17    | 0     |
| Каспий           | 2021             | 24   | 0    | 7     | 1     | —         | —         | 31    | 1     |
| Каспий           | 2022             | 22   | 2    | 4     | 0     | —         | —         | 26    | 2     |
| Каспий           | 2023             | 22   | 0    | 1     | 0     | —         | —         | 23    | 0     |
| Каспий           | 2024             | 27   | 1    | 2     | 1     | —         | —         | 29    | 2     |
| Каспий           | Итого            | 159  | 5    | 15    | 2     | —         | —         | 174   | 7     |
| Всего за карьеру | Всего за карьеру | 191  | 6    | 16    | 2     | —         | —         | 207   | 8     |

### Выступления за сборную
| Сборная   | Год   | Отборочные матчи ЧМ | Отборочные матчи ЧМ | Отборочные матчи ЧЕ | Отборочные матчи ЧЕ | Лига наций УЕФА | Лига наций УЕФА | Товарищеские матчи | Товарищеские матчи | Итого | Итого |
| Сборная   | Год   | Игры                | Голы                | Игры                | Голы                | Игры            | Голы            | Игры               | Голы               | Игры  | Голы  |
| --------- | ----- | ------------------- | ------------------- | ------------------- | ------------------- | --------------- | --------------- | ------------------ | ------------------ | ----- | ----- |
| Казахстан | 2021  | 4                   | 0                   | −                   | −                   | −               | −               | −                  | −                  | 4     | 0     |
| Итого     | Итого | 4                   | 0                   | −                   | −                   | −               | −               | −                  | −                  | 4     | 0     |